# Jaarbeursplein
Het Jaarbeursplein is een plein in Utrecht gelegen tussen station Utrecht Centraal en Jaarbeurs. 

## Geschiedenis
Het plein, officieel geopend op 7 januari 1970, is in 1969 aangelegd op het terrein van de voormalige Van Sypesteynkazerne. Via dit plein, en de toen nieuwe Jaarbeurstraverse over het toenmalige goederenemplacement, kreeg station Utrecht CS een ingang aan de westzijde. De Jaarbeurstraverse tussen het plein en het station was op 28 november 1969 al officieel geopend. Boven het begin van de traverse bevond zich een grote sporthal, maar deze was, los van de aanduiding, niet als zodanig herkenbaar. De grote sporthal was wel op die plek gebouwd om de nieuwe achteringang van het station van Utrecht een zekere omvang te geven. Het plein bevindt zich aan de zijkant van het Beatrixgebouw. Bij oplevering was het Jaarbeursplein vooral ingericht als busstation en het was omgeven door wegen en busstroken, ook had het plein luifels en overkapping. In het midden van het plein bevonden zich onder meer een eetcafé en bloemenzaak. Bij de Croeselaan stond op het plein een grote reclamezuil. Aan de andere, oostelijke, zijde van het plein stond er een (niet overdekte) loopbrug tussen de parkeergarage en de ingang naar het station. Ook had de loopbrug een zijtak richting de kantoorgebouwen (een lang uitgestrekt kantorenblok richting het toenmalige Holiday Inn hotel dat rond 2001 een NH-hotel werd). Tussen 1970 en 1984 was het een vertrekpunt voor (bus)lijndiensten. Voor het (voormalige) busgebruik: zie ook de geschiedenis van de busstations. Tot 1986 was er geen spoorverbinding tussen Utrecht en Schiphol en was het een opstapplaats voor de KLM-bus. Later werd het een stopplaats voor de internationale busdiensten van o.a. Eurolines en FlixBus. Dit plein was tevens het vertrekpunt voor veel touringcars. 

### Facelift en herinrichting jaren 1990
Tussen 1994 en 1996/1997 werd het plein verkeerskundig en sociaal veiliger gemaakt: de busstrook en aanvoerweg tussen het plein en het Beatrixgebouw werden weggehaald en de luifels en de overkappingen van het plein werden verwijderd. Het plein werd hierdoor, in plaats van als busstation, meer ingericht als een doorgaande voetgangersroute tussen het station en de Jaarbeurshallen. Een eetcafé, "Diner 66" geheten ging daar rond 1995 open. Voor de verbouwing bevond zich daar, toen nog onder de overkapping, ook een eetgelegenheid (een cafetaria). De opgang richting het station werd in het kader van de restylen en sociaal veiliger maken van Hoog Catharijne vernieuwd en doorzichtig gemaakt door het te overdekken met een grotendeels glazen constructie (de entree en de Jaarbeurstraverse waren toen deels onderdeel van Hoog Catharijne). De busperrons aan de noordzijde van het plein bleven gehandhaafd: onder meer voor de touringcars. Aan dit plein is in 1999 ook het Beatrix Theater geopend in het Beatrixgebouw.

## CU2030

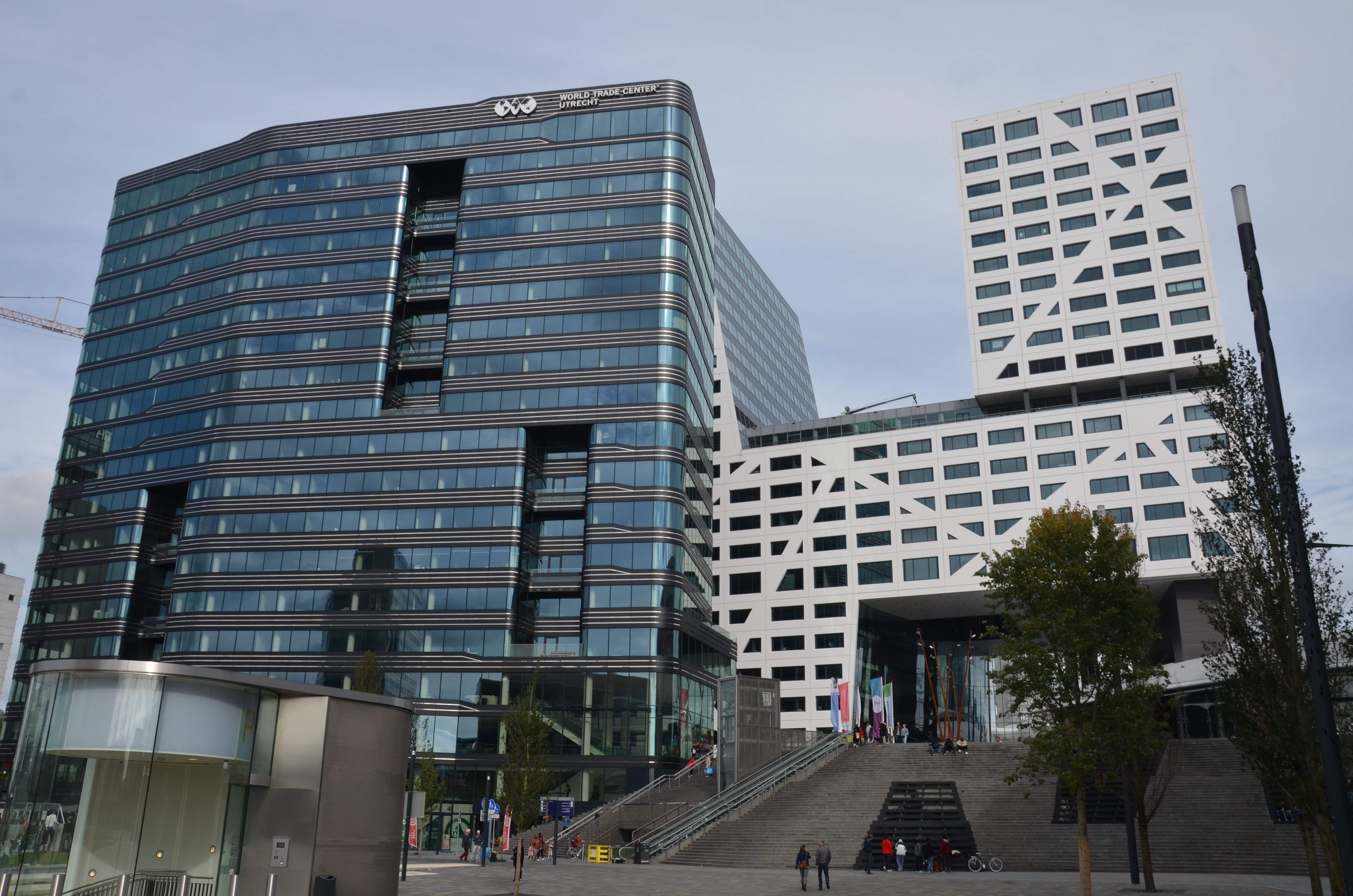
Jaarbeursplein, kijkend naar het oosten richting het Stadskantoor Utrecht (rechts) en het WTC-gebouw.

Vanwege de grote herstructurering van het stationsgebied van Utrecht (CU2030), is het plein vanaf 2010 grondig vernieuwd waarbij diverse bebouwing op en rondom het plein gesloopt is, tevens is het plein gedurende de herontwikkeling (weer) een busstation geweest voor lijndiensten. Vanaf april 2008 tot 3 maart 2013 stopten hier de streekbussen van Connexxion en Arriva naar onder andere Rotterdam, Dordrecht en Gorinchem en de Brabantliner van Arriva naar Breda en Oosterhout. Deze bussen vertrekken sinds 3 maart 2013 vanaf busstation CS Jaarbeurszijde (tot 8 december 2013 Busstation West) nabij station Utrecht Centraal. Van 13 december 2015 tot en met 15 december 2019 was er tijdelijk een busstation op het plein te vinden. Daar stopten bussen van Arriva (alleen de Brabantliners).
In april 2013 werd het tijdelijke eindpunt van de Utrechtse sneltram in gebruik genomen. Deze halte ligt op de plek van de in 2012 gesloopte parkeergarage. Ook de loopbrug naar de parkeergarage is gesloopt. Sinds 2 juli 2022 is dit een doorgaande halte waarbij de trams doorrijden naar Utrecht Centraal Station Centrumzijde en (overdag en doordeweeks) verder naar het Utrecht Science Park. Om de trams door te kunnen laten rijden is het middelste deel (kantoor Cranenborch) van het lange kantorenblok aan de oostelijke zijde van het plein rond 2013 gesloopt.
Aan het plein is op 19 mei 2014 een nieuwe stationsfietsenstalling in gebruik genomen. Daarbij is de oude stationsingang, inclusief de sporthal, volledig gesloopt en vervangen door een brede trappenpartij die zo breed is als het plein zelf, de fietsenstalling bevindt zich achter en onder de trappenpartij. De trappenpartij kan ook gebruikt worden als tribune bij evenementen op het plein. Het eetcafé en de grote reclamezuil zijn afgebroken. Op 12 september 2018 is er een nieuw World Trade Center gebouw (WTC) in gebruik genomen aan het plein, hiervoor is een ander gedeelte van het lange kantorenblok gesloopt namelijk het kantoor Leeuwensteyn (alleen het kantoordeel Van Sijpesteijn tegenover het NH-hotel is daarmee overgebleven). Een groot deel van het plein is een aantal jaar afgesloten geweest in verband met de bouw van een ondergrondse parkeergarage. Het plein is volledig ingericht naar een ontwerp van OKRA landschapsarchitecten en op 15 september 2018 heropend. De parkeergarage onder het plein naar een ontwerp van ZJA is op 15 oktober 2018 in gebruik genomen. Door deze  herinrichting van het plein en de opening van een tijdelijk skatepark en van horeca op het Jaarbeursplein heeft het gebied ook een verblijfsfunctie gekregen. Er zijn plannen om het Beatrixgebouw een facelift te geven en er is ruimte vrijgehouden voor de ontwikkeling van een nieuw gebouw tussen de tramhalte en het Jaarbeursplein.

## Afbeeldingen

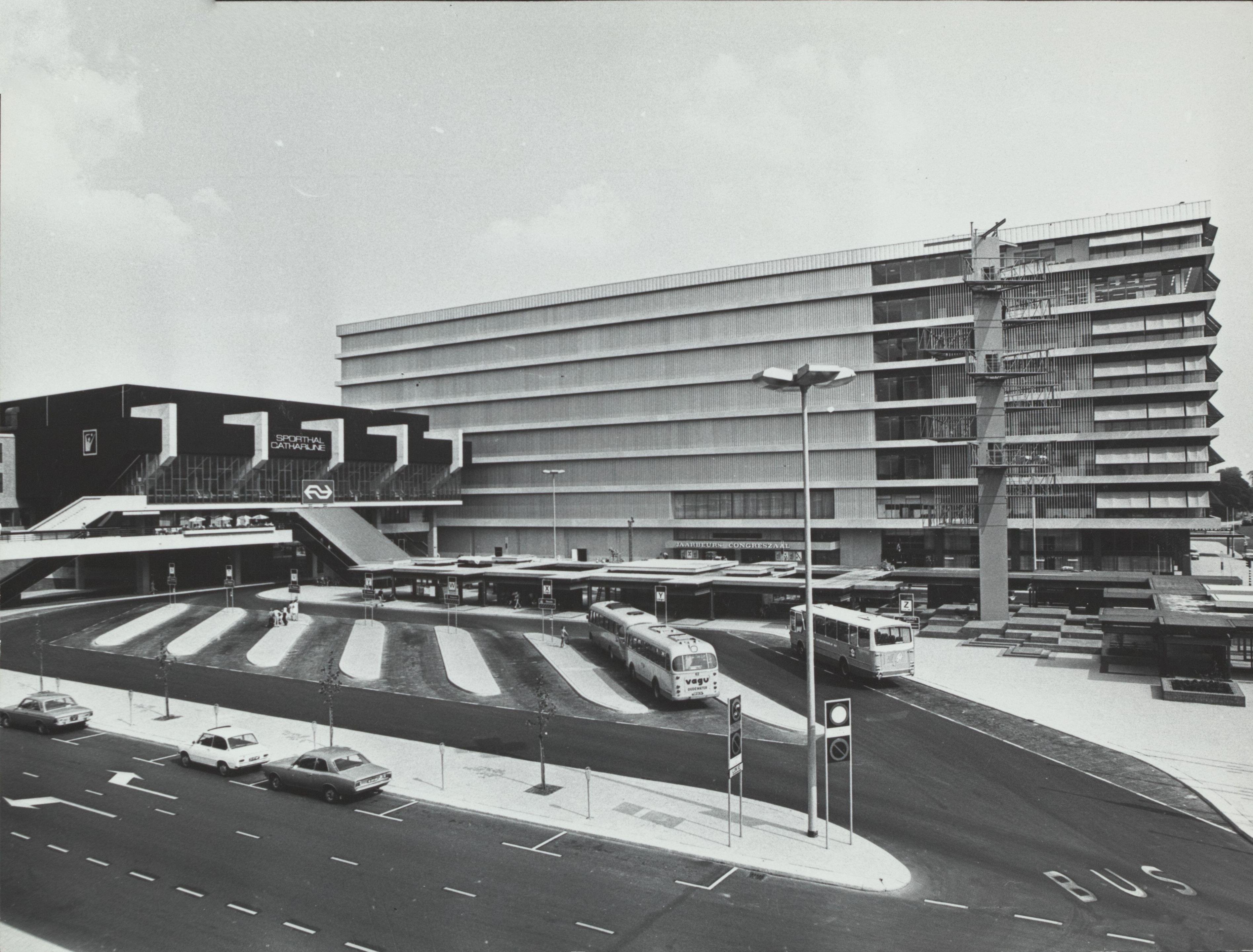
Het oude Jaarbeursplein in de begintijd met overkapping, busstation, sporthal en de witte loopbrug (links op de foto), de reclamezuil rechts is nog niet voltooid.
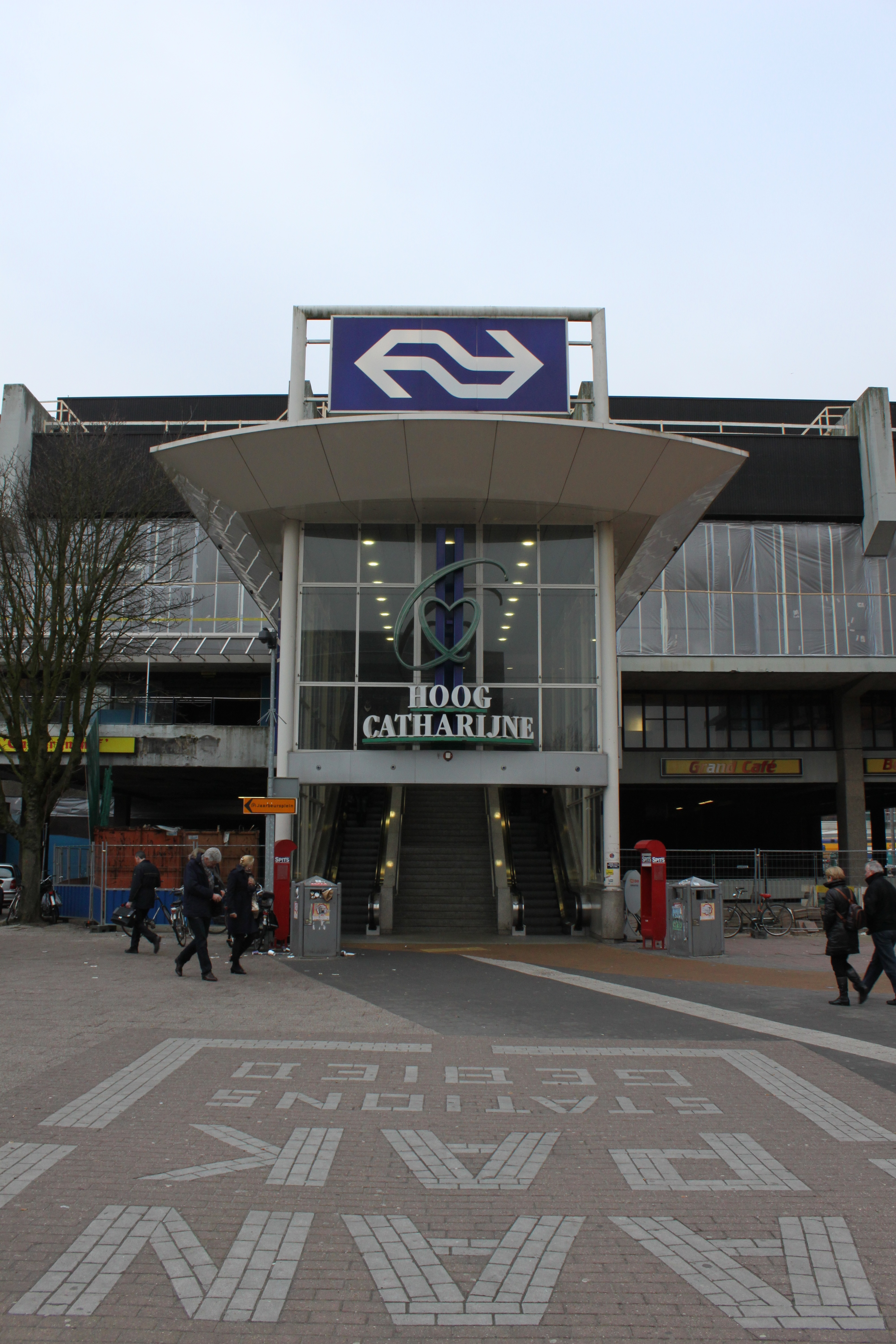
De toegang tot zowel het station als Hoog Catharijne na de facelift van medio jaren 1990. De luifels van het busstation waren medio jaren '90 verwijderd i.v.m. een herinrichting rond dezelfde tijd. In 2011 zijn de entree en de sporthal erboven gesloopt in het kader van CU2030.
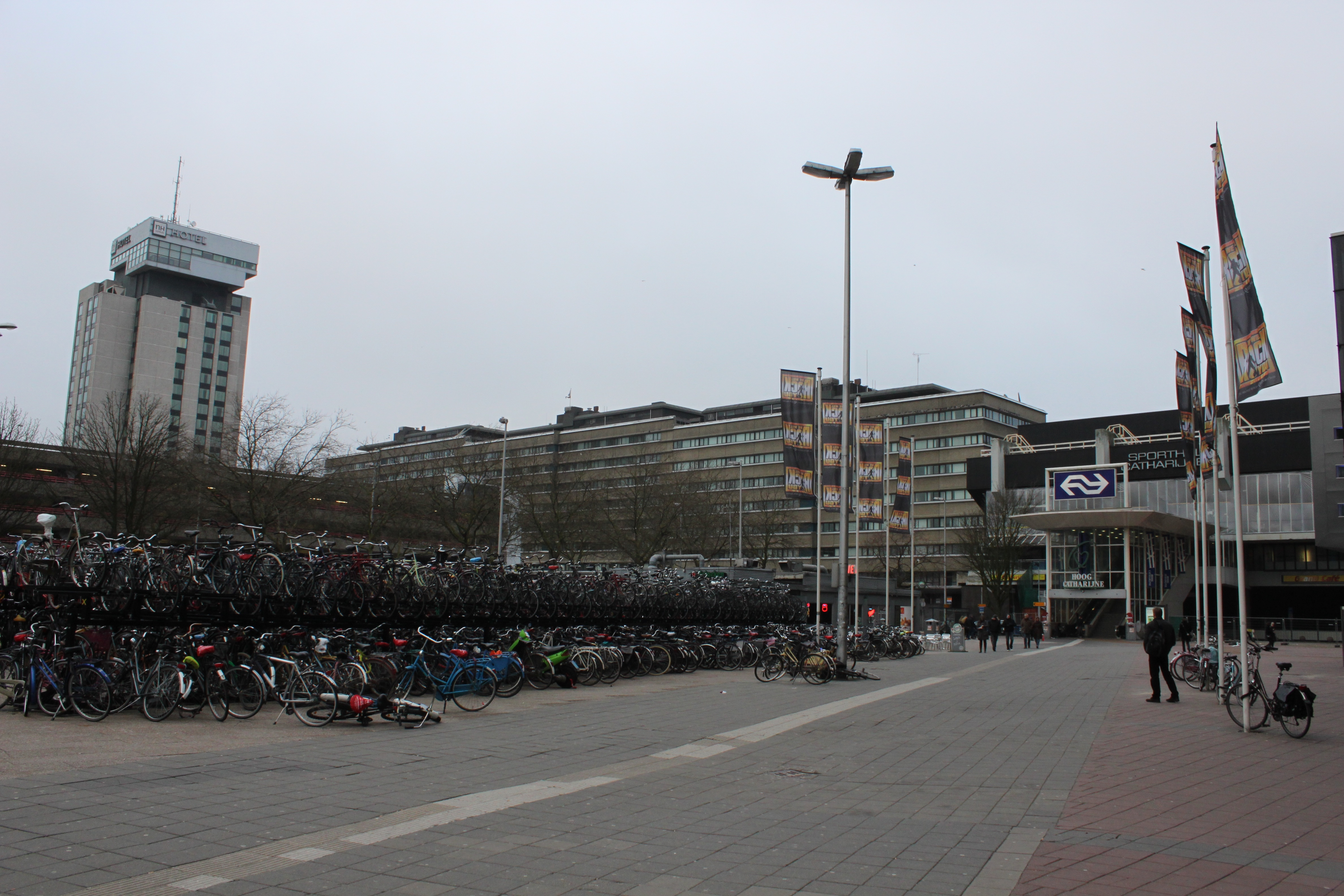
De entree, de fietsenstalling, en het hotel. De loopbrug was in 2010 reeds gesloopt in het kader van CU2030, een groot deel van de zichtbare bebouwing op de foto zou vanaf 2011 gesloopt gaan worden.
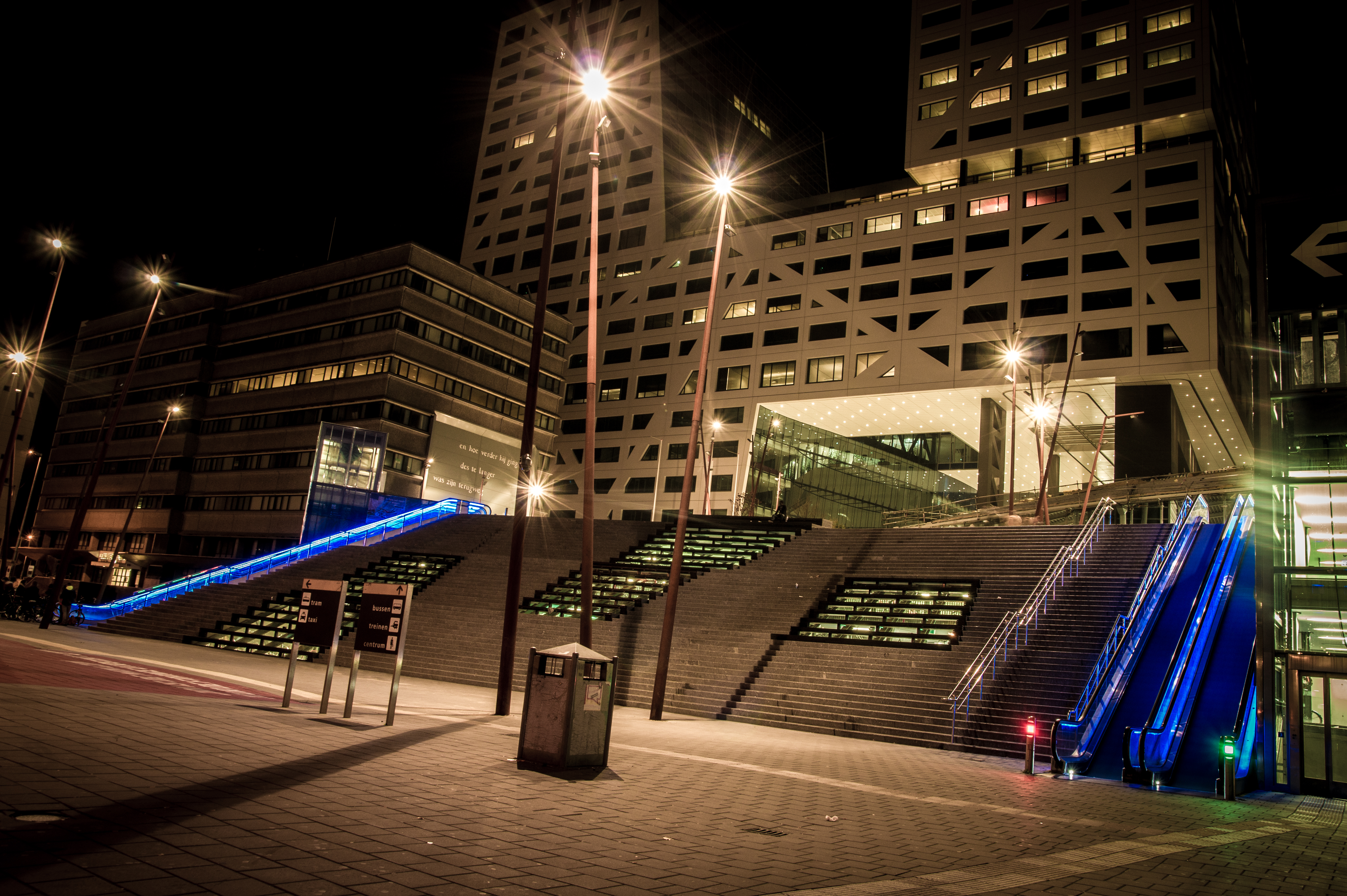
De nieuwe trappenpartij richting het station met daaronder de nieuwe fietsenstalling en aan de rechterkant het Stadskantoor Utrecht in 2014, het kantoor links is in 2018 vervangen door een WTC-gebouw.
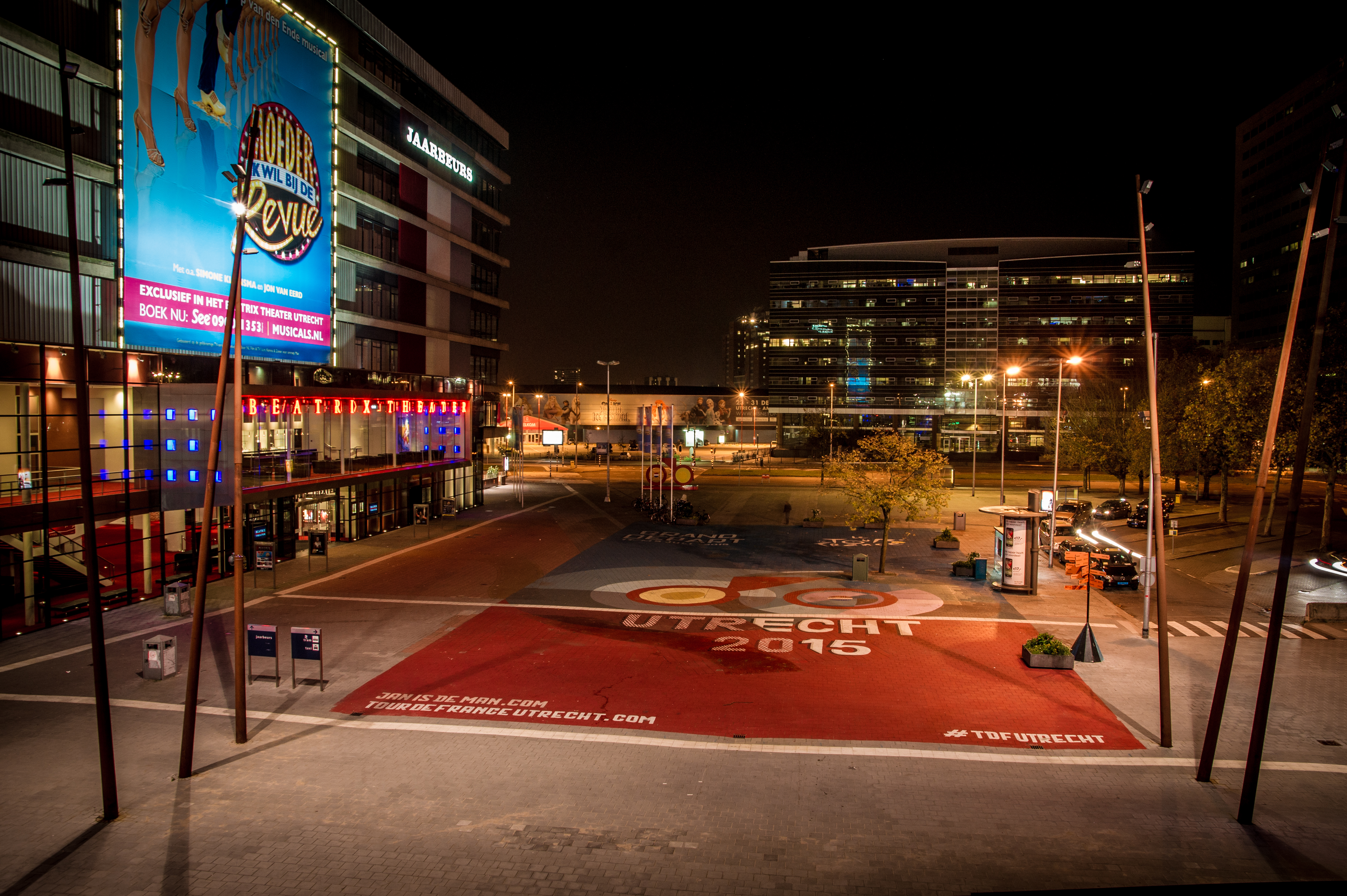
Het Jaarbeursplein na de voltooiing van de nieuwe stationstoegang en fietsenstalling (de fietsenrekken op het plein zijn dan ook verwijderd, evenals het eetcafé en de reclamezuil) maar voor de bouw van de ondergrondse parkeergarage en voor de definitieve herinrichting (oktober 2014)

3e Buurkerksteeg ·
A.B.C.-straat ·
Abraham Dolesteeg ·
Achter de Dom ·
Achter St.-Pieter ·
Agnietenstraat ·
Ambachtstraat ·
Annastraat ·
Bakkerstraat ·
Breedstraat ·
Boothstraat ·
Boterstraat ·
Brigittenstraat ·
Bijlhouwerstraat ·
Catharijnekade ·
Catharijnesingel ·
Choorstraat ·
Croeselaan ·
Domplein ·
Domstraat ·
Donkere Gaard ·
Donkerstraat ·
Dorstige Hartsteeg ·
Drakenburgstraat ·
Drieharingstraat ·
Drift ·
Eligenstraat ·
Ganzenmarkt ·
Geertekerkhof ·
Hamburgerstraat ·
Hamsteeg ·
Hanengeschrei ·
Hardebollenstraat ·
Haverstraat ·
Hekelsteeg ·
Herenstraat ·
Hoogt ·
Jaarbeursplein ·
Jacobsgasthuissteeg ·
Jacobijnenstraat ·
Jansdam ·
Janskerkhof ·
Jansveld ·
Jodenrijtje ·
Keistraat ·
Keizerstraat ·
Kintgenshaven ·
Kleine Slachtstraat ·
Korte Jansstraat ·
Korte Lauwerstraat ·
Korte Minrebroederstraat ·
Korte Nieuwstraat ·
Korte Smeestraat ·
Kromme Nieuwegracht ·
Lange Elisabethstraat ·
Lange Jansstraat ·
Lange Jufferstraat ·
Lange Lauwerstraat ·
Lange Nieuwstraat ·
Lange Smeestraat ·
Lange Viestraat ·
Lauwersteeg ·
Leidseveer ·
Lichte Gaard ·
Loeff Berchmakerstraat ·
Lucasbolwerk ·
Lijnmarkt ·
Mariahoek ·
Mariaplaats ·
Massegast ·
Minrebroederstraat ·
Moreelsepark ·
Muntstraat ·
Neude ·
Nicolaas Beetsstraat ·
Nieuwegracht ·
Nobeldwarsstraat ·
Nobelstraat ·
Oudegracht ·
Oudkerkhof ·
Paardenveld ·
Pieterskerkhof ·
Pieterstraat ·
Plompetorenbrug ·
Plompetorengracht ·
Potterstraat ·
Predikherenkerkhof ·
Predikherenstraat ·
Ridderschapstraat ·
Servetstraat ·
Slachtstraat ·
St.-Jacobsstraat ·
Springweg ·
Stadhuisbrug ·
Steenweg ·
Sterrenburg ·
Strosteeg ·
Telingstraat ·
Tolsteegbarrière ·
Tolsteegbrug ·
Trans ·
Twijnstraat en Twijnstraat aan de Werf ·
Van Asch van Wijckskade ·
Vinkenburgstraat ·
Vismarkt ·
Voetiusstraat ·
Voorstraat ·
Vredenburg ·
Waterstraat ·
Wed ·
Wittevrouwenstraat ·
Wijde Begijnestraat ·
Zadelstraat ·
Zakkendragerssteeg ·
Zuilenstraat ·
Zwaansteeg